# Insulinothérapie conventionnelle
L'insulinothérapie conventionnelle a pour objectif de normaliser la glycémie sur le nycthémère avec une glycémie à jeun (le matin au réveil) la plus proche de la normale (soit de 0,8 à 1,2 g/l).
Plusieurs protocoles d'insulinothérapie sont utilisés chez les diabétiques de type 1 (ou insulinodépendant), en fonction de leur profil, de l'existence ou non de complications et de leur âge :
. Modèle basal - bolus :
1 injection d'insuline d'action lente + 3 injections d'action rapide au moment des repas
. Modèle insulines intermédiaires
1 injection d'insuline intermédiaire avant le petit déjeuner + 1 injection d'insuline intermédiaire avant le diner.
Certains diabétiques utilisent des mélanges d'insuline (intermédiaire + rapide) pour essayer de normaliser la glycémie post-prandiale. D'autres diabétiques ajoutent à leurs deux injections d'insuline intermédiaire, une injection d'insuline rapide au déjeuner lorsque leur glycémie est élevée.